# Benefikt avtal
Ett benefikt avtal (av lat. beneficium, "gåva", "förmån") är ett avtal mellan två personer genom vilket den ena med juridiskt bindande verkan förpliktar sig gentemot den andra att utge något till denna utan att få något vederlag. Exempel på benefikt avtal är bodelning, arv, testamente eller gåva.
Om bägge parter enligt avtalet skall prestera något gentemot den andra, är det i stället ett oneröst avtal.